# Elektronikzange

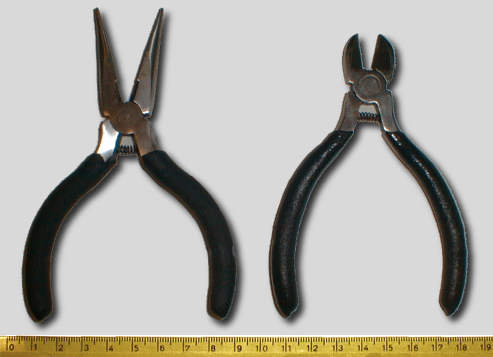
Elektronikzangen: Spitzzange und Seitenschneider

Verwendung eines Seitenschneiders

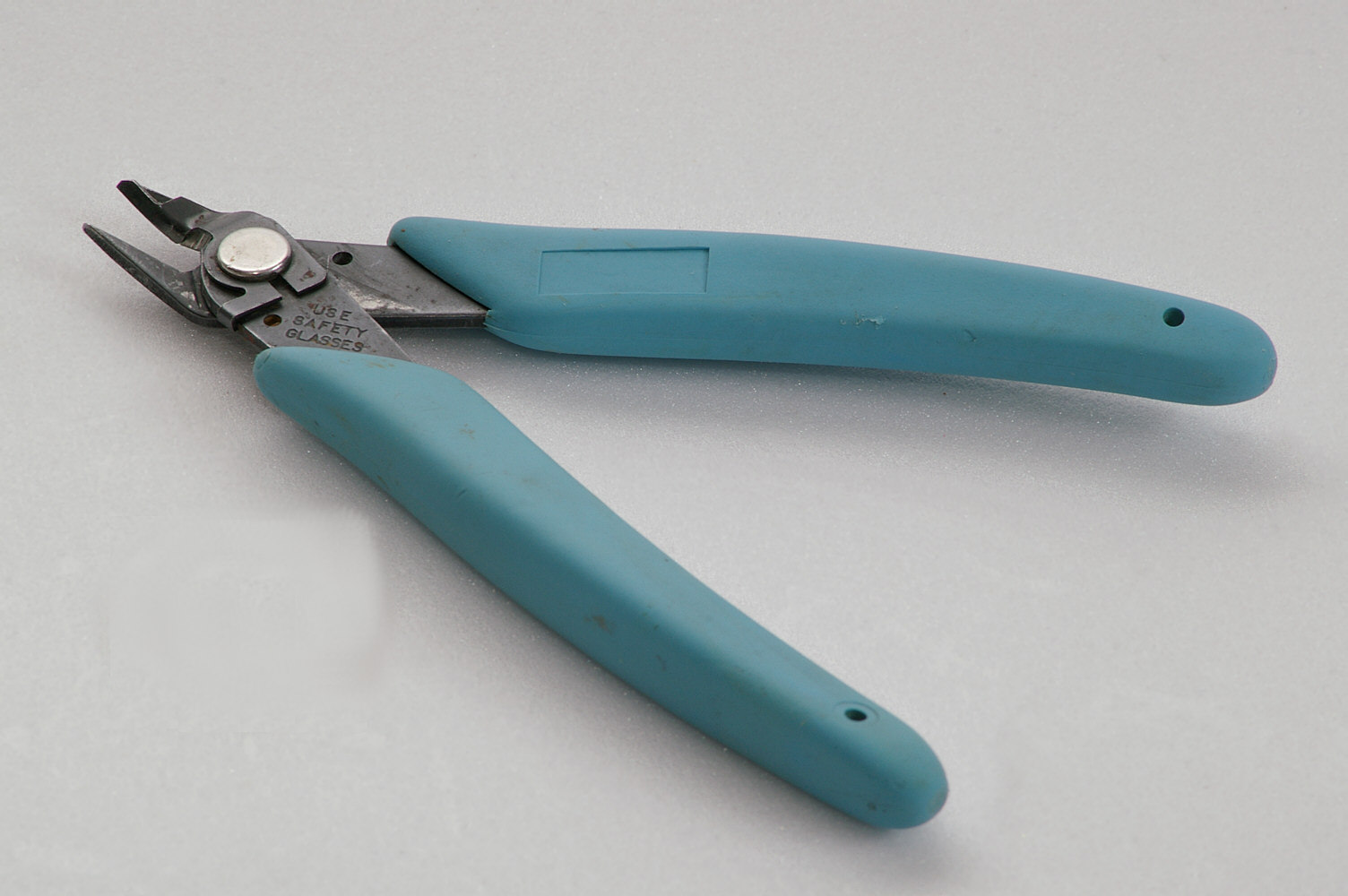
Seitenschneider zur Platinenbestückung

Elektronikzangen sind Zangen mit kleineren Abmessungen, die besonders zum Arbeiten an elektronischen Bauteilen, insbesondere zum Greifen, Positionieren und Schneiden, geeignet sind. Von sonst üblichen Zangen unterscheiden sie sich auch dadurch, dass meist ein Federmechanismus vorhanden ist, der die Zange öffnet, sodass eine feinfühlige, einhändige Bedienung und auch schnelleres Arbeiten möglich ist.
Elektronikzangen spielen in der Großserienfertigung wegen des starken Automatisierungsgrades keine große Rolle, sind aber für kleine und mittlere Serien, Versuche und Reparaturen weit verbreitet.
Bei den greifenden Zangen handelt es sich in der Regel um
- Flachzangen (zum genauen Justieren von Adern bzw. Kabeln),
- Flachrundzangen (auch als Telefonzangen bezeichnet),
- Rundzangen sowie
- Zangen mit spezieller Kopfform zum Greifen besonderer Bauteile.

Bei schneidenden Zangen sind
- Seitenschneider,
- Vornschneider und
- Schrägschneider

gebräuchlich, die je nach Lage und Zugänglichkeit des Werkstücks infrage kommen.
Von besonderer Bedeutung ist bei schneidenden Elektronikzangen auf der flachen, zum Bauteil hingewandten Seite der Schneide deren Anschrägung (auch Fase, Facette oder Wate genannt). Je nach Weiterverarbeitung des Bauteilanschlussdrahts muss der Schnitt auf dieser Seite ganz glatt sein, zum Beispiel bei schon vollbrachter Lötung, um keinen Druck auf die Lötstelle auszuüben, oder er muss nicht ganz glatt sein, wenn erst im Anschluss gelötet wird. Für einen glatten Schnitt braucht man eine Zange ohne Facette, für einen fast glatten eine mit kleiner Facette, welche die Haltbarkeit der Schneide schon erhöht. Bei normalen Zangen für stärkere Drähte würden solch kleine oder gar nicht vorhandene Facetten die Schneide nur unnötig schwächen.
Beim Arbeiten an Bauteilen, die empfindlich gegen elektrostatische Entladungen sind, werden Elektronikzangen mit Griffen eingesetzt, die elektrische Ladungen kontrolliert ableiten („ESD-Elektronikzangen“).